# 戴维斯方程

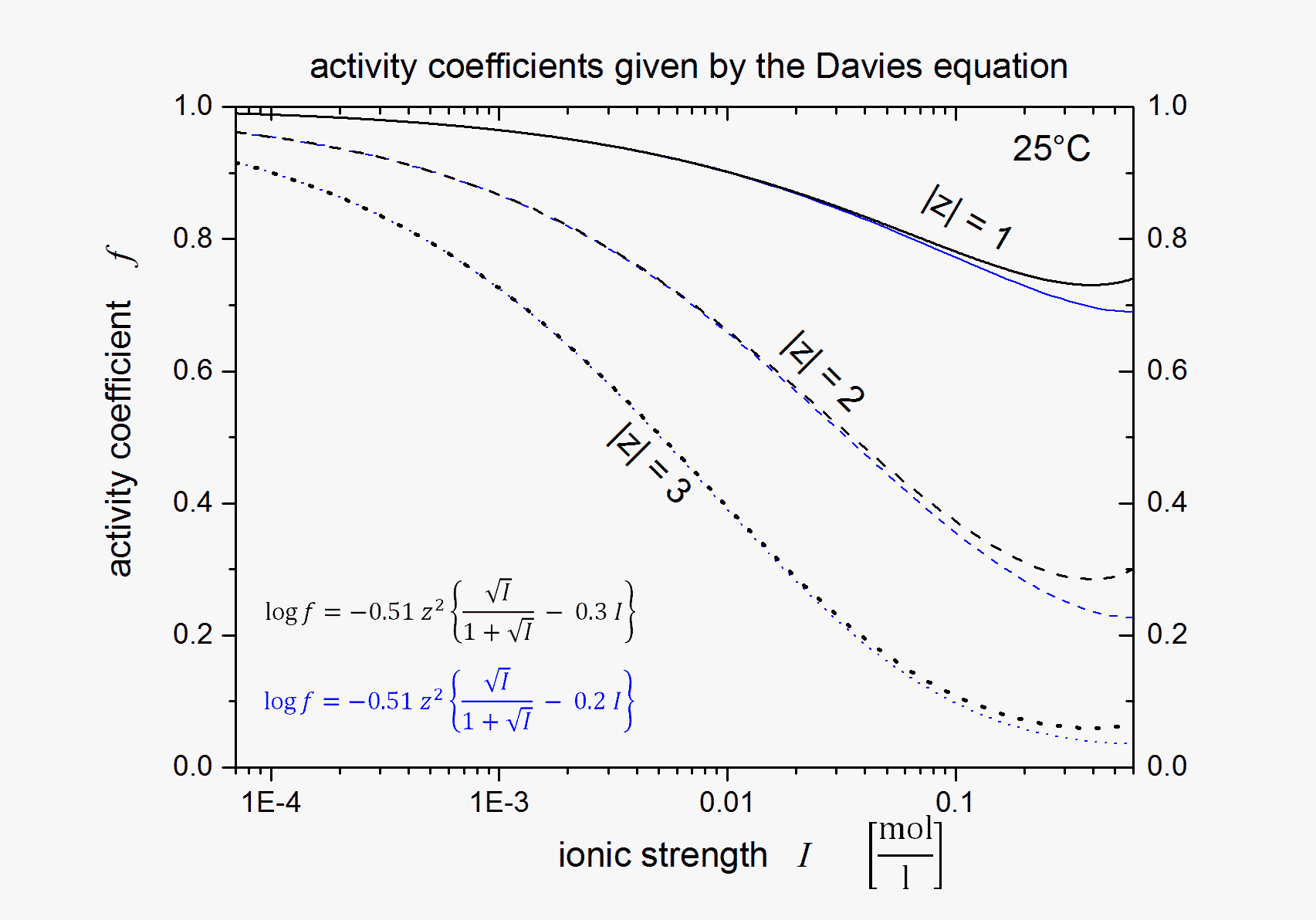
使用戴维斯方程计算得到不同电荷数的1:1型电解质的活度系数-离子强度半对数关系图。包括B=0.2和B=0.3两种情况

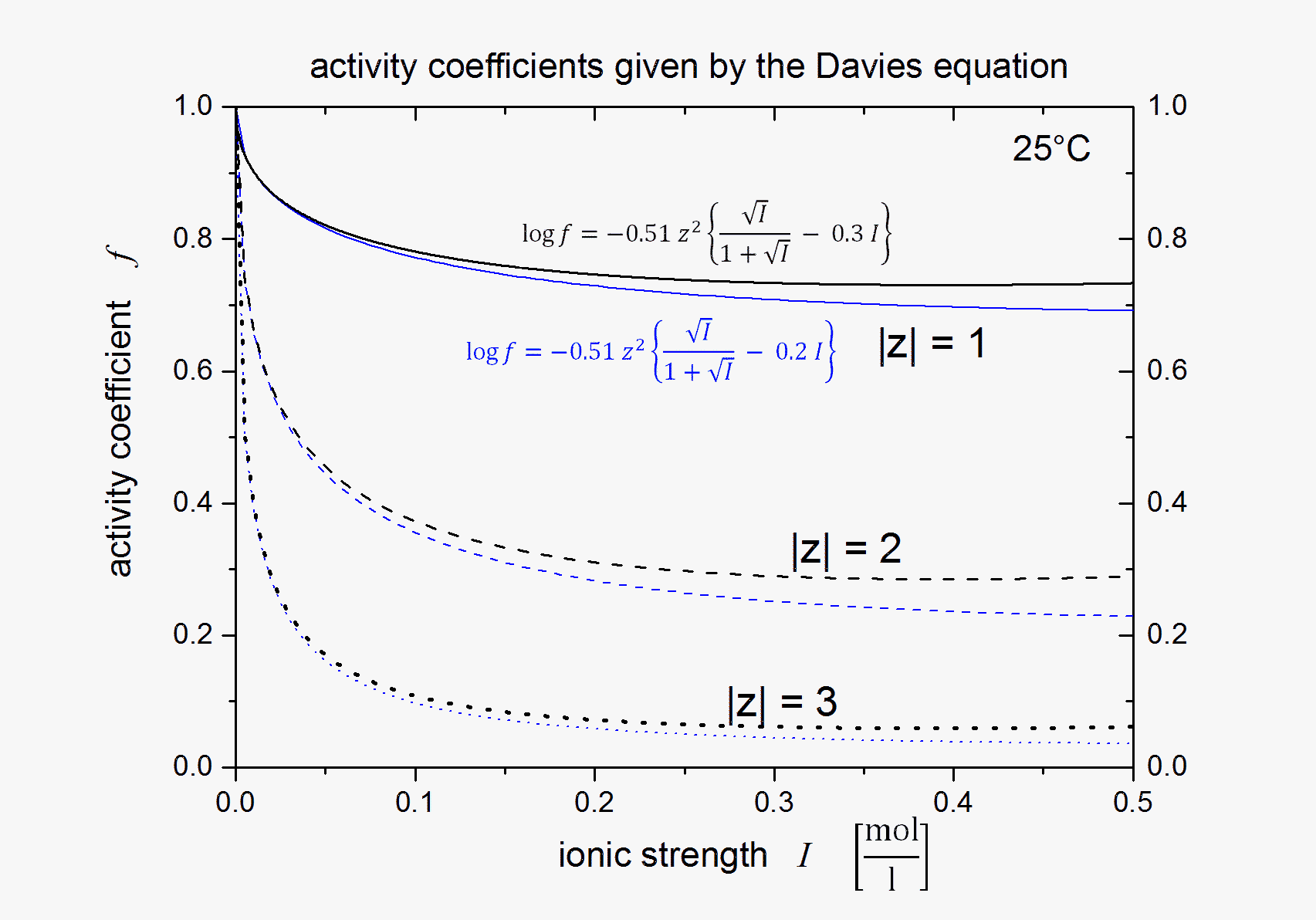
使用戴维斯方程计算得到不同电荷数的1:1型电解质的活度系数-离子强度关系图。包括B=0.2和B=0.3两种情况

戴维斯方程（英語：Davies equation）是热力学中用于计算较高浓度电解质溶液活度系数的经验公式。为德拜-休克尔公式（适用于低浓度溶液求活度系数）在较高浓度下的延伸。由塞西尔·W·戴维斯（Cecil W. Davies）于1938年提出并通过测量多组数据进行改进得到。在25°C，其表达式如下：
{\displaystyle -\log f_{\pm }=0.51z_{1}z_{2}\left({\frac {\sqrt {I}}{1+{\sqrt {I}}}}-0.30I\right)}

其中{\displaystyle f_{\pm }}={\displaystyle {\sqrt[{v}]{{\bigl (}f_{+}^{v+}f_{-}^{v-}{\bigr )}}}}为平均摩尔活度系数， {\displaystyle z_{1}}和{\displaystyle z_{2}}为电解质正负离子的电荷，{\displaystyle I}为离子强度。 
其和德拜-休克尔公式可用以下通式表示（25°C）：{\displaystyle -\log f_{\pm }=0.51z_{1}z_{2}\left({\frac {\sqrt {I}}{1+A{\sqrt {I}}}}-BI\right)}
- 当{\displaystyle A=0.33a_{0}}，{\displaystyle a_{0}}为以埃米（Å）表示有效离子直径；{\displaystyle B=0}时为德拜-休克尔公式。
- {\displaystyle A=1}，{\displaystyle B=0.3}时则为戴维斯方程[1]

虽然戴维斯本人最初的公式是{\displaystyle B=0.2}，但{\displaystyle B=0.3}预测效果更好也是目前最常用的参数，虽然有时候也有其他数值，但不及0.3常见。
戴维斯方程对1:1型电解质（即正负离子电荷数为1，如氯化钠）预测效果最好，适用离子强度范围可高达0.7 mol/L。由于戴维斯方程和德拜-休克尔公式一样得到的是平均活度系数，且均只考虑了离子的电荷数，因此只要电荷数一样算出来的结果均为一个值，不能区分离子种类。此外，其忽略了离子在溶液中可能会形成离子对的情况，因此其不适用于不对称电解质溶液。